# Helstrid
Helstrid est un roman court de science-fiction de Christian Léourier publié aux éditions Le Bélial' en 2019.

## Résumé
Vic est un homme travaillant dans une mine située sur Helstrid, une lointaine planète inhabitée gravitant autour de l'étoile Solveg. Il a choisi d'effectuer un long voyage en hibernation vers Helstrid après que Maï, la femme avec qui il partageait sa vie, l'ait quitté du jour au lendemain sans explication. Il est chargé de prendre part et de superviser un convoi de trois véhicules dans le but de ravitailler un avant-poste. Les véhicules sont guidés par des intelligences artificielles et le travail de Vic est réduit à sa portion congrue. Mais les éléments semblent se liguer contre Vic puisque le convoi est soumis à un blizzard intense, de grosses chutes de neige, une tempête magnétique ainsi que plusieurs tremblements de terre. Et pour couronner le tout, tous les moyens de communications cessent de fonctionner. Les intelligences artificielles vont tout mettre en œuvre pour préserver la vie de Vic avec les ressources en énergie et en oxygène disponibles dans les véhicules.

## Distinctions
Le roman remporte le prix Utopiales 2019, le grand prix de l'Imaginaire 2020 ainsi que le prix Rosny aîné 2020.